# 1703

## مواليد
- محمد بن عبد الوهاب مؤسس الحركة الوهابية في منطقة نجد بالسعودية.
- ولي الله الدهلوي صاحب كتاب جحة الله البالغة في منطقة دهلي بالهند.

## وفيات
- جون واليس
- روبرت هوك
- كيرا يوشيناكا
- مصطفى الثاني